# FC KooTeePee
FC KooTeePee – fiński klub piłkarski z siedzibą w mieście Kotka. Obecnie gra w fińskiej drugiej lidze Ykkönen. Swoje mecze domowe rozgrywa na Arto Tolsa Areena.

## Historia
Początkowo FC KooTeePee powstał jako zespół rezerwowy KTP Kotka (założony 1927). W roku 2000 stał się niezależnym klubem. W tym czasie KTP Kotka grał w Veikkausliiga, ale spadł do Ykkönen by potem zbankrutować. W tym samym czasie KooTeePee awansował od Kolmonen do Kakkonen, by po dwóch latach trafić do najwyższej ligi.

## Kibice
FC KooTeePee był kiedyś najlepiej dopingowanym klubem w Finlandii. Zdobył nagrodę „najlepsi kibice” przyznawaną przez fińską Veikkausliiga w roku 2004. Fanów KooTeePee uznawano za niezwykle namiętnych, lojalnych i szczerych, gotowych dać z siebie wszystko dla drużyny. Niestety, niektórzy z młodszych zwolenników zaczęli śpiewać kontrowersyjne teksty fińskiego półprofesjonalnego zespołu, Molo Hasardi. Niedoświadczone i nieprofesjonalne prowadzenie dopingu spowodowało zmianę opinii na temat fanów na negatywną. W wyniku tego wielu kibiców wcześniej aktywnych porzucili FC KooTeePee na rzecz KTP Kotka.